# Казіяк (Лот)
Казія́к (фр. Cazillac) — колишній муніципалітет у Франції, у регіоні Окситанія, департамент Лот. Населення — 433 осіб (2011).
Муніципалітет був розташований на відстані близько 440 км на південь від Парижа, 160 км на північ від Тулузи, 65 км на північ від Каора.

## Історія
До 2015 року муніципалітет перебував у складі регіону Південь-Піренеї. Від 1 січня 2016 року належав до нового об'єднаного регіону Окситанія.
1 січня 2019 року Казіяк і Ле-Катр-Рут-дю-Лот було об'єднано в новий муніципалітет Ле-Віньон-ан-Керсі.

## Демографія
Динаміка населення (INSEE ):
Розподіл населення за віком та статтю (2006):
| Стать | Всього | До 15 років | 15-24 | 25-44 | 45-64 | 65-85 | Понад 85 |
| --- | ------ | ----------- | ----- | ----- | ----- | ----- | -------- |
| Чоловіки | 196    | 16          | 16    | 40    | 84    | 36    | 4        |
| Жінки | 204    | 40          | 8     | 52    | 76    | 20    | 8        |
| \| Статево-вікова піраміда \| Статево-вікова піраміда \| Статево-вікова піраміда \| \| ----------------------- \| ----------------------- \| ----------------------- \| \| Чоловіки \| Вік \| Жінки \| \| 4 \| 85 + \| 8 \| \| 4 \| 80-84 \| 4 \| \| 4 \| 75-79 \| 4 \| \| 12 \| 70-74 \| 8 \| \| 16 \| 65-69 \| 4 \| \| 24 \| 60-64 \| 16 \| \| 20 \| 55-59 \| 24 \| \| 16 \| 50-54 \| 24 \| \| 24 \| 45-49 \| 12 \| \| 12 \| 40-44 \| 16 \| \| 8 \| 35-39 \| 16 \| \| 8 \| 30-34 \| 8 \| \| 12 \| 25-29 \| 12 \| \| 8 \| 20-24 \| 0 \| \| 8 \| 15-20 \| 8 \| \| 12 \| 10-14 \| 12 \| \| 4 \| 5-9 \| 24 \| \| 0 \| 0-4 \| 4 \| |        |             |       |       |       |       |          |
| Статево-вікова піраміда |        |             |       |       |       |       |          |
| Чоловіки | Вік    | Жінки       |       |       |       |       |          |
| 4 | 85 +   | 8           |       |       |       |       |          |
| 4 | 80-84  | 4           |       |       |       |       |          |
| 4 | 75-79  | 4           |       |       |       |       |          |
| 12 | 70-74  | 8           |       |       |       |       |          |
| 16 | 65-69  | 4           |       |       |       |       |          |
| 24 | 60-64  | 16          |       |       |       |       |          |
| 20 | 55-59  | 24          |       |       |       |       |          |
| 16 | 50-54  | 24          |       |       |       |       |          |
| 24 | 45-49  | 12          |       |       |       |       |          |
| 12 | 40-44  | 16          |       |       |       |       |          |
| 8 | 35-39  | 16          |       |       |       |       |          |
| 8 | 30-34  | 8           |       |       |       |       |          |
| 12 | 25-29  | 12          |       |       |       |       |          |
| 8 | 20-24  | 0           |       |       |       |       |          |
| 8 | 15-20  | 8           |       |       |       |       |          |
| 12 | 10-14  | 12          |       |       |       |       |          |
| 4 | 5-9    | 24          |       |       |       |       |          |
| 0 | 0-4    | 4           |       |       |       |       |          |

## Економіка
2010 року серед 241 особи працездатного віку (15—64 років) 179 були активними, 62 — неактивними (показник активності 74,3%, у 1999 році було 71,1%). З 179 активних мешканців працювали 163 особи (82 чоловіки та 81 жінка), безробітними було 16 (8 чоловіків та 8 жінок). Серед 62 неактивних 14 осіб було учнями чи студентами, 32 — пенсіонерами, 16 були неактивними з інших причин.

У 2010 році в муніципалітеті числилось 168 оподаткованих домогосподарств, у яких проживали 407,0 особи, медіана доходів виносила 15 169 євро на одного особоспоживача